# Financijska agresija
Financijska agresija, oblik gospodarskog rata u kojem je glavno oružje novac.
Ovu vrstu agresije mogu provoditi velike korporacije, financijski špekulanti i jače države.

## Finacijski napad na poduzeća
Ovakav napad organizira se na poduzeća koja netko želi uništiti ili preuzeti. Cilj je ovladati tržištem radi stjecanja monopola, duopola, ili oligopola. Put do cilja može se ostvariti prodajom robe po damping cijenama koje manji konkurent ne može preživjeti, nakon čega napadnuto poduzeće odlazi u stečaj, ili prihvaća ponudu za prodaju. Napadači obično imaju pomoć od jakih banaka koje osiguravaju dovoljno novčanih sredstava za izvršenje plana. Zahvaljujući bankama moguće su i situacije u kojima manje poduzeće preuzima veće i jače poduzeće koje iza sebe nama podršku neke veće banke. Zahvaljujući upravo ovakvim bankarskim podrškama svijetom prevladavaju velike korporacije koje su širom svijeta preuzeli stotine poduzeća, iako po svojoj produktivnosti i tehničkoj inovativnosti nisu ništa bolje od preuzetih poduzeća. Naprotiv, često su žrtve vlasnici kvalitetnijih i inovativnijih tehnologija, ili patenata, ali su postale žrtve zbog tog što nisu uspjeli naći finacijsku podršku za razvoj svojih tehnologija i inovacija.   

## Spekulativni finacijski napadi na države
Veliki međunarodni špekulanti mogu izvršiti financijski napad na slabije države u cilju ostvarenja velikih zarada. Napad počinje plasiranjem velike količine novca na tržište napadnute države. Kupuje se lokalni novac, državne obveznice, ili dionice zbog čega domaća valuta aprecira (raste) u odnosu na strane valute. Kad vrijednosnice počnu naglo rasti u kupovinu se uključuju mnogobrojni sitni špekulanti, zbog čega vrijednosnici doživljavaju još veći i brži rast, čime dolazi do stvaranja financijske piramide. Kad napadači ocijene kako je domaća valuta dovoljno narasla oni tiho prodaju kupljenu valutu, obveznice i dionice pa novoj višoj cijene, te se povlači s tržišta. Kad oni koji su se kasno uključili u kupovinu shvate kako kupljene vrijednosti neće dalje rasti i oni nastoje prodati kupljeno, nakon čega dolazi do naglog pada vrijednosti domaće valute, obveznica i dionica.  Oni koji su organizirali ovakav napad na valutu ostvaruju brzu i veliku zaradu dok su svi ostali trgovci, koji su se kasno uključili u posao ostvarili gubitak, a često i propast, a to su najčešće obični građani koji se bez potrebnog znanja uključuju u trgovinu valuta, obveznica, ili dionica kad,  potaknuti snažnom reklamom, počinju ulagati u vrijednosnice kojima cijena naglo raste.   

## Finacijski napadi jačih država na slabije
Kad se gospodarski jače države nađu u gospodarskim problemima one nastoje te probleme prebaciti na druge države, a to čine često uz podršku međunarodnih organizacija nad kojima imaju kontrolu kao što su IMF, WB i WTO.  Kako bi ojačale konkurentnost svoga gospodarstva one nastoje ciljanom devalvacijom spustiti cijenu svojim proizvodima na strani tržištima, čime istovremeno cijena stranih proizvoda na njihovom tržištu raste. Najjednostavniji način za izazivanje devalvacije je primarna emisija novca, a da to ne bi izazvalo inflaciju potrebno je taj tiskani novac plasirati na strana tržišta. Ako napadnute države primijete takav napad na svoju konkurentnost one mogu i same dotiskati svoj novac čime nastaje valutni rat koji u konačnici dovodi do vrlo visoke inflacije i na tržištu napadnutih, ali i na tržištu napadača. Kako bi izbjegli ulazak u valutni rat napadači nastoje financijsku agresiju što duže prikriti što se može postići:
- 1. ucjenjivanjem izvršne i monetarne vlasti u napadnutim državama,
- 2. korupcijom političke elite,
- 3. medijskim prikazivanjem vlastitih lobista u napadnutim državama kao "velikih monetarnih stručnjaka".

Postupak agresije razrađuje se u više faza, razrađuju ga stručnjaci za strateško planiranje, a obično počinje s plasiranjem velike količine kredita na tržište “napadnute” države u kupovinu valute, državnih obveznica, dionica, odobravanje kredita domaćim poduzetnicima, kupovinom nekretnina i sl. Čitav ovaj postupak financijske agresije financira se papirnatim novcem kojeg mogu tiskati koliko žele. Prva dobit agresora je emisijska dobit, pošto je za kreditiranje u inozemstvu potrebno tiskati novac. Tiskani novac se može slobodno plasirati u inozemstvo bez bojazni od inflacije, pod uvjetom da se osiguraju mehanizmi koji sprječavaju povratak takvog novca na domaće tržište. Druga dobit za financijskog agresora su kamate na odobrene kredite, a treća dobit je porast domaće proizvodnje i izvoza u napadnute države pošto one dobivene kredite mogu koristiti samo za uvoz. Često su opravdanja za ove kredite u početku tvrdnje kako se time slabijim državama pomaže u borbi protiv inflacije i omogućuje brži razvoj. Naime, neodgovorne vlade koje svoje proračunske rashode ne mogu pokriti proračunskim prihodima, taj proračunski deficit rado pokrivaju tiskanjem novca u količini daleko većoj od porasta količine roba na tržištu. Rezultat je inflacija. MMF napadnutim državama nudi rješenje toga problema tako što im brani tiskanje novca, te im savjetuje kako proračunski deficit trebaju pokriti kreditom iz inozemstva. Tada velika ponuda deviza dovodi do pada cijene deviza na tržištu napadnute države, što dovodi do naglog porasta uvoza roba široke potrošnje i istovremene propasti domaće proizvodnje i izvoza.      
Druga faza: Kad većina domaćih poduzeća propadne, dolazi do vala stečajeva. Tada strane multinacionalne kompanije iz agresorskih država po simboličnim cijenama kupuju sve što imalo vrijedi, čime ostvaruju novu veliku dobit. U ovoj je fazi pod ucjenama Svjetske banke i MMF-a napadnuta država prisiljena prodavati i monopolska poduzeća, te dopustiti slobodno određivanje cijena čak i monopolskim proizvodima. Prije prodaje državnih i javnih monopolskih poduzeća mediji obično počnu stvarati mnogobrojne afere, stvarne ili izmišljene, o pronevjerama i manipulacijama u državnim poduzećima, kako bi javnost uvjerili kako su ta poduzeća legla kriminala, te kako je jedino rješenje sve to prodati.   
Treća faza: Kad se strancima proda sve što imalo vrijedi i kad se banke dokopaju hipoteka na sve što ih zanima, MMF snižavanjem kreditnog rejtinga izazivaju obustavu stranih kredita, te dolazi do nagle nestašice deviza, nakon čega nastaje panika, te se naglo povećava i potražnja za devizama. Dolazi do domino efekta na financijskom tržištu, svatko pokušava i najmanje količine domaćeg novca pretvoriti u devize, a rezultat je nagla devalvacija, te standard stanovništva preko noći višestruko pada. Ako država uspije spustiti poreze i smanjiti državnu potrošnju novi vlasnici tvornica obnavljaju proizvodnju i zapošljavanje u sirovinskom sektoru, (pošto su tvornice za tehnološki zahtjevnije proizvode uništene), u sektorima koji traže puno jeftine radne snage, te u sektoru koji zagađuje okolinu, pošto u vlastitim državama moraju plaćati vrlo skupe troškove zaštite okoliša.  

## Posljedice financijske agresije
Financijska agresija često je uspješnija od oružane agresije pošto stanovništvo napadnutih zemalja najčešće i na zna kako im je država napadnuta, te za finacijsku prezaduženost, nezaposlenost i pad standarda optužuju domaće poduzetnike i političare u kojima vide korumpirane i nesposobne kriminalce koji su im za sve krivi. U takvom raspoloženju s odobravanjem prihvaćaju nove strane vlasnike u kojima vide spasioce koji će im obnoviti proizvodnju, zaposliti ih i povećati standard.      